# Јозеф Подхрадски
Јозеф Подхрадски (svk. Jozef Podhradský; Скалица (Словачка), 19. април 1823 — Јагодина, 13. новембар 1915) је био словачки професор, евангелистички свештеник, уредник листова, публициста и преводилац.

## Образовање
Основну школу завршио је у месту Врбовце у Словачкој. Потом је похађао нижу гимназију у Комарну (1836-1839). Наставља школовање на Евангелистичком лицеју у Братислави, где је 1839-1848. студирао теологију. Професорски испит из филозофије, класичних језика, немачке и мађарске књижевности положио је на Пештанском универзитету.

## Свештеник
По завршетку студија позван је од стране свештеника словачке евангелистичке цркве у Пешти, Јан Колара, за помоћника свештеника и учитеља. Након одласка Колара Подхрадски га је наследио и у периоду 1850-1862. службовао је у Пешти.

## Професор
У Нови Сад долази 1863. на позив владике Платона Атанацковића и запошљава се као професор латинског језика у Српској гимназији. Исте године прелази у православну веру. Подхрадски у том периоду сарађује са колегама са студија у Братислави, посебно Светозаром Милетићем. Године 1872. прелази у новоосновану мађарско-српску гимназију у Сомбору, а 1879. одлази у превремену пензију. Уз помоћ Ф.М. Рајевског одлази у Санкт Петербург за библиотекара, али се након вишемесечног боравка у Русији враћа у Србију. Године 1882. постављен је за професора гимназије у Лесковцу, а од 1888. године радио је као професор гимназије у Београду.

## Публициста, уредник и издавач листова
У Новом Саду је 1864. почео да издаје и уређује часописе за децу Slávik (Славуј) и омладину Zornička (Даница), у којима је објавио и драмске радове Anjel strážca, Malá Marienka, Korheľ a jeho nebožiatka и Dobré dieťa zlých rodičov. Током боравка у Пешти био је издавач и уредник Евангеличких црквених новина (1860—1862). Објављивао је чланке у листовима Národné noviny, Slovenské pohľady, Slávik, Zornička и у црквеној штампи.

## Књижевни и преводилачки рад
Прво дело објавио је 1850. у Пешти - Holuby a Šulek, драму о трагичној судбини и смрти словачких учесника револуционарних догађања 1848. године. У Пешти је написао и своју прву прозу - Liptovský a Hrajnoha alebo Svátek řízeník božího (1857).
Као уредник и издавач 1852. године објавио је књигу Prostonárodná bibliotékа са Андрејем Радлинским. Превео је књигу Шимона Стонојевича Утицај јеврејских моралних вредности на људско друштво на словачки (Vplyv židovských mravov v ľudskej spoločnosti; Сомбор, 1880).
У жељи да евангеличке вернике упозна са православном догмом написао је Pravoslávny katechizmus (1868). Године 1870. објавио је Зборник омилија и придика на сва недељна и празнична јеванђелија преко целе године, као и Кратку мађарску граматику.
Последњих година живота написао је драму на српском језику - Лепосова Ифигенија бугарска.

## Смрт
Бежећи од аустроугарске војске крајем 1915. године са породицом прелази на Бањицу, а затим у Јагодину, где је и преминуо 13. новембра 1915. године.
Одликован је Краљевским орденом Светог Саве 1897. године.

## Галерија
- Насловна страна првог броја часописа за децу Славик (1864)
- Насловна страна првог броја часописа за омладину Зорничка (1864)
- Јозеф Подхрадски из периода када је уређивао Славик и Зорничку